# تونی اسکایرم
 تونی اسکایرم (انگلیسی: Tony Skyrme؛ زاده ۵ دسامبر ۱۹۲۲ درگذشته ۲۵ ژوئن ۱۹۸۷) یک فیزیک‌دان اهل بریتانیا بود.